# Never Let Go
Never Let Go (bra: Fúria de um Bravo; prt: Sem Olhar para Trás) é um filme britânico de 1960, dos gêneros suspense e policial, dirigido por John Guillermin.